# Hendrik van Renesse
Hendrik van Renesse (? - Brouwershaven, 13 januari 1426) was een Hollandse ridder. Hij was legeraanvoerder van Jacoba van Beieren.

## Familie
Hendrik van Renesse was een zoon van Jan van Renesse en Maria van Arkel. Hij huwde en liet vier dochters na.

## Geschiedenis
Als jongste zoon van Jan van Renesse restte Hendrik slechts een carrière in het leger. Hij diende onder de Hollandse gravin en vocht voor haar mee in verschillende oorlogen.    
In  1420 ontzette Hendrik de stad Sloten dat door het leger van Fokko Ukena werd belegerd. Een vloot dat onder zijn leiding stond zette voet aan wal en verjoeg het Vetkoperse leger. 
Hendrik sneuvelde in 1426 tijdens de slag bij Brouwershaven. 